# William Alwyn
William Alwyn (ur. 7 listopada 1905 w Northampton, zm. 11 września 1985 w Southwold) – brytyjski kompozytor muzyki poważnej i filmowej, także pisarz i malarz. Występował jako flecista wraz z London Symphony Orchestra.
Ukończył Royal Academy of Music w Londynie, gdzie następnie wykładał w latach 1926-1955. Swój pierwszy utwór orkiestrowy, 5 preludiów na orkiestrę, zaprezentował podczas Promenade Concert w 1927 roku. Autor muzyki do ponad 50 filmów, w tym wielu dokumentalnych. W 1978 roku otrzymał Order Imperium Brytyjskiego.

## Wybrane utwory

### Utwory orkiestrowe
- I Symfonia (1949)
- II Symfonia (1953)
- III Symfonia (1956)
- IV Symfonia (1959)
- V Symfonia (1973)
- Sinfonietta (1970)
- Concerto Grosso Nr 1 B-dur na orkiestrę kameralną (1943)
- Concerto Grosso Nr 2 G-dur na orkiestrę smyczkową (1948)
- Concerto Grosso Nr 3 na instrumenty dęte i smyczki (1964)
- The Magic Island - preludium symfoniczne (1953)
- Suite of Scottish Dances (1946)
- Manchester Suite (1947)
- Festiva March (1950)
- Elisabethan Dances (1957)

### Utwory na instrumenty solowe i orkiestrę
- I Koncert fortepianowy (1930)
- II Koncert fortepianowy (1960)
- Koncert skrzypcowy (1939)
- Autumn Legend na rożek angielski i orkiestrę smyczkową (1954)
- Pastoral Fantasia na altówkę i orkiestrę smyczkową (1939)
- Koncert na obój, harfę i smyczki (1945)
- Lyra Angelica na harfę, orkiestrę i smyczki (1954)
- Tragic Interlude na dwa rogi, kotły i orkiestrę smyczkową (1936)

### Utwory na instrumenty solowe
- Divertimento na flet (1940)
- Sonata fortepianowa (1947)
- 12 preludiów na fortepian

### Muzyka filmowa
- Zwycięstwo na pustyni (1943)
- Wybuchły pożary (1943)
- Niepotrzebni mogą odejść (1947)
- Stracone złudzenia (1948)
- The History of Mr. Polly (1949)
- Karmazynowy pirat (1952)
- The Black Tent (1956)

### Inne
- opera The Libertine (1969)
- oratorium The Marriage of Heaven and Hell (1936)